# Pol. Alghero
Polisportiva Alghero was een Italiaanse voetbalclub uit Alghero, Sardinië, opgericht in 1945De club speelde haar thuiswedstrijden in het Stadio Mariotti dat een capaciteit had van 5.000 toeschouwers. De clubkleuren waren rood en geel

## Belangrijke mijlpalen en faillissement
In het seizoen 2007-08 bereikte Alghero een belangrijke mijlpaal door vierde te eindigen in Girone G van de Serie D. Dit resultaat stelde hen in staat om deel te nemen aan de promotie-play-offs, wat leidde tot promotie naar de Serie C2
Ze bleven op dit niveau tot 2010, toen financiële problemen de club uiteindelijk dwongen om te stoppen.